# スヴェア (海防戦艦)

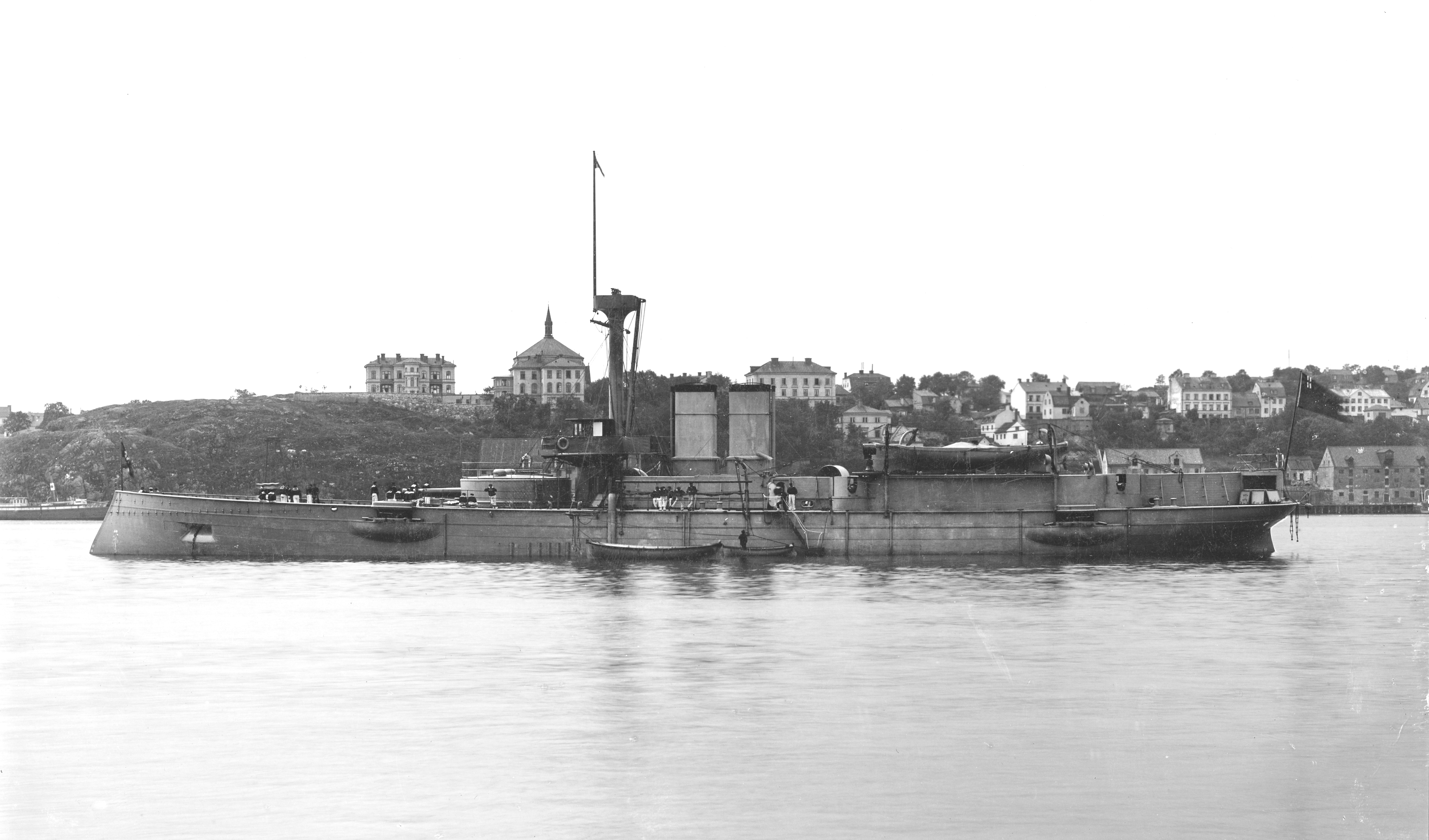
「スヴェア」（1887年）

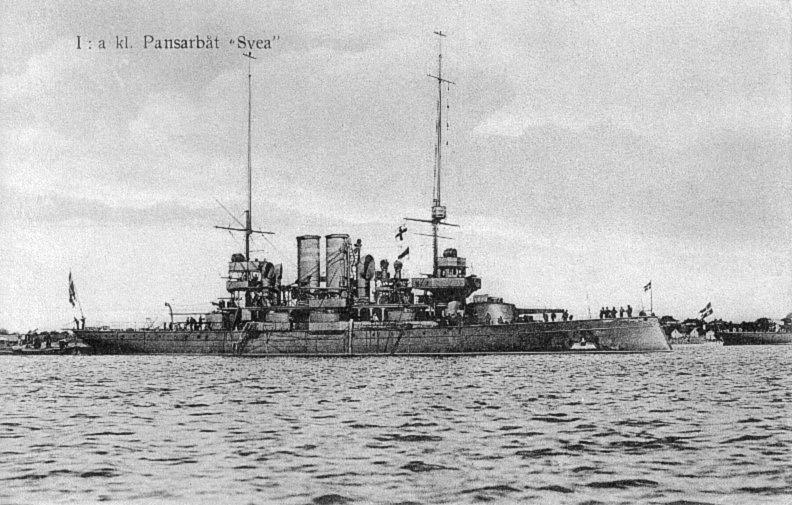
「スヴェア」（撮影時期不明）

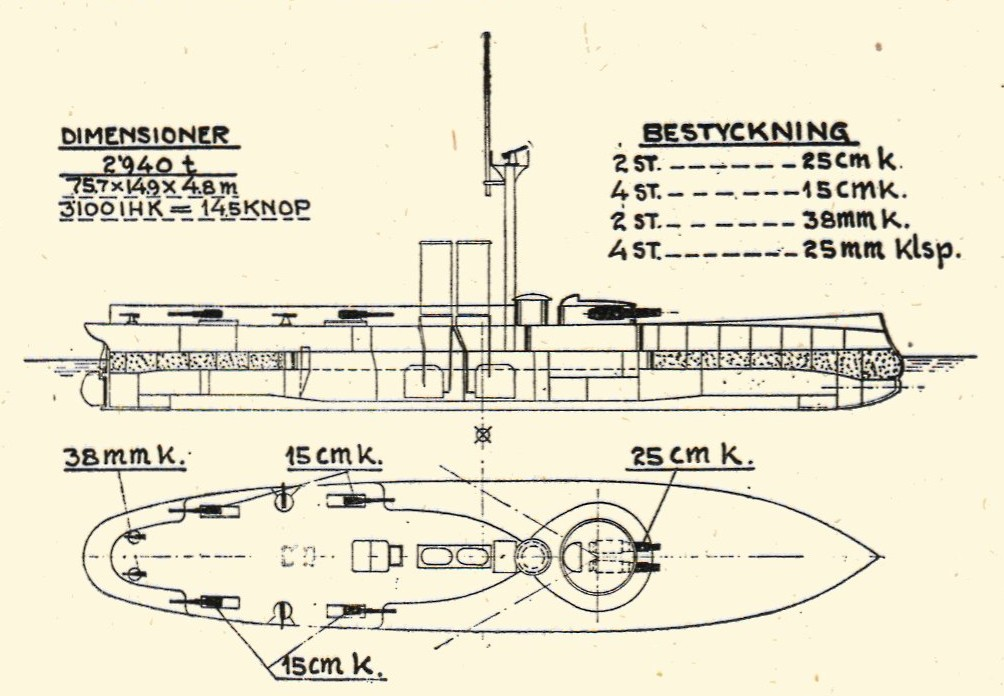
兵装配置図

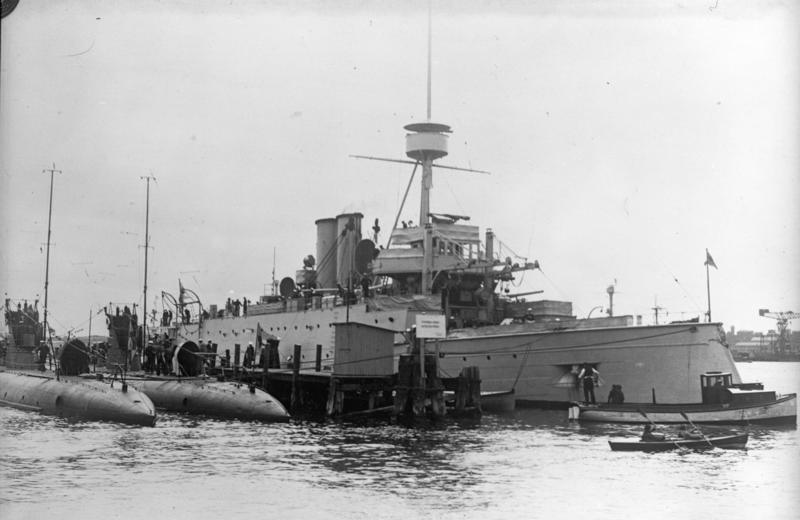
潜水母艦時の「スヴェア」

スヴェア (Svea) はスウェーデン海軍の海防戦艦。スヴェア級。艦名はスヴェア人に由来する。
イェーテボリのリンドホルメン造船所で建造。1884年3月起工。1885年12月12日進水。ただ、進水式は行われなかった。1886年9月20日竣工。
基準排水量2931トン、満載排水量3273トン、全長77.6m、最大幅14.84m、計画吃水5.18m。衝角は有さなかった。
主砲はアームストロング34口径25.4cmM/85型後装施条砲2門で、連装砲塔に搭載した。最大射程8300mで、発射速度は1門当り5分に1発であった。副砲はアームストロング28口径15.2cmM/83型後装施条砲4門で、両舷に2門ずつ搭載した。他にはノルデンフェルト45口径38mmM/84型単装速射砲2基、パルムクランツ25mmM/77型機銃4挺、パルムクランツ12mmM/75型10銃身機銃1挺を搭載した。2隻の艦載艇はノルデンフェルト25mmM/84型機銃1挺や外装水雷を搭載した。艦首には38.1cmM/89型水中魚雷発射管1門を装備。魚雷の射程は400mであった。
1890年、マキシム・ノルデンフェルト48口径57mmM/89型砲4門と38mmM/84型砲2門を追加搭載。1897年、15.2cm砲をボフォース45口径12cmM/94型砲に、38mm砲と57mm砲をフィンスポング55口径57mmM/89B型速射砲6門に換装。1900年以降、スヴェア級3隻は順次近代化改装を受け、主砲はボフォース44口径21cmM/98型砲1門となった。この砲の射程は10925m、発射速度は毎分1発であった。また12cm砲が撤去され、かわってボフォース44口径15.2cmM/98型砲7門を単装砲塔に搭載。57mm砲がM/89B型11門となり、25mm砲搭載箇所は撤去された。他、艦載艇の機銃がヴィッカース・マキシム39口径37mmM/98B型砲に換えられた。
主機は水平2気筒2段膨張式蒸気往復動機関2基、主缶は円缶6基で、出力3100指示馬力。2軸推進で速力14.7ノット。航続距離は12ノットで800浬、10ノットで2240浬。
装甲鈑はフランスのシュネデール社製。鋼鉄製の水線装甲帯は厚さが前部293mm、中央部147mm。後部は197mm、222mmとなっていたとも。シタデル隔壁は293mm、主砲前楯と司令塔は268mm。近代化改装後の砲塔は前楯190mm、側楯140mm。
1915年に宿泊艦となり、15cm砲4門を撤去。次いで、兵装を撤去し甲板室を設けるという改装がなされて1921年から潜水母艦として運用された。1941年12月30日に除籍され、1943年から1944年にかけて解体された。